# Breathless (album de Camel)
Breathless este al șaselea album de studio al formației britanice de rock progresiv, Camel. Lansat în 1978, Breathless a fost ultimul album al formației împreună cu claviaturistul original, Peter Bardens, care va părăsi formația înainte de turneul de promovare al albumului. Pentru turneu a fost înlocuit cu doi claviaturiști: Dave Sinclair (vărul basistului Richard Sinclair) și Jan Schelhaas.
Melodiile de pe album sunt mai scurte și mai accesibile deoarece formația încerca să aibă melodiile lor difuzate la posturile de radio. În ciuda caracterului comercial al melodiilor "Down on the Farm" și "Summer Lighting", formația și-a păstrat influențele jazz și sunetul progresiv în celelalte melodii. Exemple sunt melodiile "The Sleeper" și "Echoes" al căror sunet este similar cu melodiile de pe albumele Mirage și Moonmadness. Amândouă sunt melodii de referință de pe album iar "Echoes" a devenit o melodie preferată a formației pentru repertoriul live și este considerată de fani drept una dintre cele mai bune melodii înregistrate vreodată de formație.
Albumul a ocupat locul 24 în Regatul Unit dar a ieșit din top după doar o săptămână, fiind albumul formației cu cea mai scurtă prezență în top. În Statele Unite albumul a ocupat locul 134 în Billboard 200.

## Lista de melodii
Fața A
1. "Breathless" (Andrew Latimer, Peter Bardens, Andy Ward) – 4:21
2. "Echoes" (Latimer, Bardens, Ward) – 7:21
3. "Wing and a Prayer" (Latimer, Bardens) – 4:46
4. "Down on the Farm" (Richard Sinclair) – 4:25
5. "Starlight Ride" (Latimer, Bardens) – 3:26

Fața B
1. "Summer Lightning" (Latimer, Sinclair) – 6:10
2. "You Make Me Smile" (Latimer, Bardens) – 4:18
3. "The Sleeper" (Latimer, Bardens, Ward, Mel Collins) – 7:08
4. "Rainbow's End" (Latimer, Bardens) – 3:01

Versiunea expandată și remasterizată din 2009
1. "Rainbow's End" (Single version) - 2:59

## Componență
- Andrew Latimer - chitară, Yamaha CS80/50, solist vocal la melodiile "Echoes", "Starlight Ride", "You Make Me Smile" și "Rainbow's End"
- Peter Bardens - clape, orgă, solist vocal la melodia "Wing and a Prayer"
- Mel Collins - flaut, saxofon
- Richard Sinclair - chitară bas, solist vocal la melodia "Breathless"
- Andy Ward - tobe, percuție